# Daisy Ejang
Daisy Ejang (1986) es una cantante ugandesa. Fue finalista en la 6ª temporada de Tusker Project Fame.
Ha lanzado varios hits en sencillos, incluyendo a Shuga (un proyecto con Levixone) Yawa De, Eyes On Me, Incredible, Love You Lord, Fire, Teko. Ha colaborado con Prince Kudakwashe Musarurwa en el track I Must Stick with You.
También colaboró en 'Sunday', una colaboración de varios artistas femeninas.